# Ecatzingo
Ecatzingo è un comune del Messico, situato nello stato di Messico.